# مدرسه‌های شیراز
شهر شیراز مرکز استان فارس در کشور ایران است که مدارس بسیاری در آن در مقاطع گوناگون تحصیلی فعالیت می‌کنند. این مدرسه‌ها به چند گروه تقسیم می‌شوند:

## شمار مدرسه‌های استان فارس
شمار مدرسه‌های استان فارس بر طبق آمار وبگاه رشد، ۹٬۶۹۶ مدرسه است.
- کلاس درس = ۴۱۳۴۰ کلاس
- کل دانش‌آموزان = ۸۹۵۰۴۲ نفر
- دانش‌آموزان دختر = ۴۴۰۷۰۸ نفر
- دانش‌آموزان پسر = ۴۵۴۳۳۴ نفر[۱]

## مدرسه‌های بین‌المللی شیراز
- «مجتمع آموزشی بین‌المللی مهرتابان» (MIS) اولین مجتمع آموزشی بین‌المللی استان فارس و شیراز است که در سه مقطع ابتدایی (PYP) متوسطه (MYP) و سال‌های دیپلم (DP) دارای مدرک IB می‌باشد. این مجتمع در حال حاضر تنها مجتمع آموزشی در ایران است که در هر سه مقطع در نظام آموزش بین‌المللی آی بی پذیرفته شده‌است.

این نوع سیستم آموزشی، دانش آموزان را با واقعیات زندگی درگیر می‌کند. در پایه‌های ۱۱ و ۱۲ هر درس یک امتیاز خاص دارد که دانش آموزان با کسب مهارت در هر درس می‌توانند امتیاز آن را کسب نمایند. در مقاطع ۷ تا ۱۰ MIS طوری برنامه‌ریزی کرده‌است که دانش آموزان آمادهٔ دروس سالهای ۱۱ و ۱۲ باشند. دیپلم IB یک دورهٔ دو ساله است که شامل ۶ گروه؛ ریاضیات، علوم، علوم انسانی و ۲ زبان (که یکی از این زبان‌ها حتماً باید با ادبیات همراه باشد) می‌باشد.
- «مدرسه بین‌الملل شیراز» SHIRAZ INTERNATIONAL SCHOOL) SIS) دارای مجوز رسمی از وزارت آموزش و پرورش ایران (مرکز امور بین‌الملل و مدارس خارج از کشور) می‌باشد. نظام آموزشی این مدرسه TIS و CAMBRIDGE می‌باشد و از روش مونته‌سوری نیز در کنار این دو نظام آموزشی استفاده می‌شود. مجتمع آموزشی بین‌المللی شیراز شامل مقاطع تحصیلی مهد کودک و پیش دبستانی، دبستان، متوسطه اول، متوسطه دوم و پیش دانشگاهی می‌باشد.

## مدرسه‌های غیردولتی شیراز با شرایط خاص
در این مدارس دانش آموزان غیر از فراگیری دروس عادی فارسی، از امکانات آموزشگاه زبان انگلیسی یا رایانه بهره می‌برند.
- دبستان شکرانه
- دبستان هانیه هوشمند
- مجتمع آموزشی تربیتی هوشمند صراط ( کانون نخبگان )
- مؤسسه نسل هوشمند فردا
- مجتمع آموزشی علوم پزشکی
- مجتمع آموزشی فرهنگی احسان
- مجتمع آموزشی دانشگاه شیراز
- مجتمع آموزشی غیردولتی تبیان
- مجتمع آموزشی فرهنگی مهرتابان
- مجتمع آموزشی فرهنگی هوشمند امام رضا
- مجتمع آموزشی پرتو علوی
- مجتمع آموزشی ایده آل پارسی
- مجتمع آموزشی علم و زندگی شیراز

## مدرسه‌های غیردولتی شیراز
برخی از مدارس غیردولتی شیراز عبارتند از:

## مدرسه‌های دولتی شیراز
برخی از مدارس دولتی شیراز عبارتند از:
- احمد علی فیض
- احمدبن موسی
- ذاکرحسینی
- ارجمندی
- استاد سعید نفیسی
- اشرفی
- الزهرا
- امام جواد
- امام حسن مجتبی
- امام حسن مجتبی
- حبیب الله پرهیزگار
- امام سجاد
- امام محمدباقر
- امام هادی
- امین
- بازیاری
- بعثت
- بنائیون
- به بین
- توحید
- جاویدان
- حاج مکتبی
- حاج یوسف یحیایی
- حضرت ابوالفضل العباس
- حضرت زین العابدین
- حضرت مریم
- حمید کریمی
- خاتم‌الانبیاء
- خاکره
- خدری
- خوانساری/شاهد
- دبستان امام حسین
- دکتر حسابی
- رحیمی
- رودکی
- روشندل
- سادات
- شهید رزمجویی
- شهید رزمجویی
- شهید رمضانی
- شهید سلیمی جهرمی
- شهید فیاض بخش
- شهید کیشایی
- شهید مرتضی جاویدی
- شهید مطهری
- شهید یوسفی
- شهیدان محمدی
- طمراس رحیمی
- علاءالدین بهشتی
- علیرضا قاسمی
- فرهنگیان
- فرهنگیان شهید شریف اشراف
- قاسمی
- کرامت اله صادقی
- لاله ها/شاهد
- مستجابی
- مکتب فاطمیه
- مکتبی
- ناصریان
- نبوت
- نبوت
- نصیری لاری
- نظام الدین جواهری
- نمونه دولتی رازی متوسطه ۱
- نمونه دولتی رازی متوسطه ۲
- نمونه دولتی طباطبایی
- نیاکوثری
- هدایت اله کریمی
- یوسف یحیایی
- دکتر سعادت
- خورسندیان

## مدرسه‌های شبانه‌روزی شیراز
- «مرکز استعدادهای درخشان عشایری آیت‌الله جهانگیر خان قشقائی فارس»

این مرکز مخصوص دانش آموزان عشایر می‌باشد و در شهر جدید صدرای شیراز واقع شده‌است.
- دبیرستان شبانه‌روزی نمونه دولتی «توحید شیراز»
- دبیرستان شبانه‌روزی نمونه دولتی «رازی شیراز»

## مدرسه‌های استثنایی شیراز
مدرسه‌های استثنایی به منظور دسترسی به اهداف آموزشی، پرورشی و توانبخشی خاص کودکان و دانش آموزان استثنائی ایجاد شده‌است.
- مجتمع شبانه‌روزی نابینایان

مدرسه نابینایان شوریده شیرازی در سال ۱۳۴۰ در شیراز تأسیس گردید. این مرکز آموزشی هم‌اکنون به صورت مجتمع، آموزش‌های عادی، آموزش‌های ویژه و توانبخشی را به دانش آموزان نابینا ارائه می‌دهد.
- آموزشگاه پسرانه امام حسن
- آموزشگاه پسرانه عادل زاده
- آموزشگاه دخترانه احسان
- آموزشگاه نصر دختران
- متوسطه حرفه‌ای عدالت شیراز
- هنرستان مجید راهبی

## مدرسه‌های قدیمی شیراز
- «مدرسه مسعودیه» نخستین مدرسه رسمی در شیراز (تأسیس ۱۳۲۴ هجری قمری مطابق با ۱۲۸۵ هجری شمسی)[۲]
- «دبیرستان نمازی» «(تأسیس ۱۲۹۲ هجری شمسی)[۳]
- «مدرسه آقا باباخان (مدرسه وکیل)»
- «مدرسه تربیت نسوان» (تأسیس ۱۳۳۸هجری قمری)
- «مدرسه ایلخانی»
- «دبستان ابن سینا»
- «مدرسه حکیم»
- «مدرسه مقیمیه»
- «مدرسه منصوریه»
- «مدرسه نظامیه (سید علاءالدین)»
- «دبیرستان خدیجه کبری»
- «هنرستان نمازی»[۴]
- «هنرستان طالقانی»[۵]
- «هنرستان جوانمردی»[۴]
- «دبیرستان عشایری» (تأسیس ۱۳۴۶)[۶]

## مدرسه‌های شیراز در قرن نهم
در قرن نهم هجری قمری ۲ مدرسهٔ علمی در شیراز دایر بوده است:
- «مدرسه دشتکی»

خانوادهٔ «دشتکی» یکی از خانواده‌های سرشناس و با نفوذ در شیراز بوده‌اند. مدرسهٔ دشتکی تأثیرات علمی بسیاری در زمان خویش داشته است. اولین رئیس این مدرسه «صدرالدین محمد سوم دشتکی» (۹۰۳ - ۸۲۸) فیلسوف و مؤلف ۱۴ کتاب بوده است. پس از مرگ او ریاست مدرسه به فرزندش «غیاث‌الدین منصور دوم دشتکی» (۹۴۹ - ۸۶۶) رسید. او فردی دانشمند بود و القابی نظیر: «استاد بشر» و «عقل حادی عشر» داشت. وی هم‌چنین مدتی وزیر «شاه طهماسب صفوی» بوده است. پس از او «صدرالدین محمد چهارم»٬ «شرف‌الدین علی» و «محسن دشتکی» به ترتیب ریاست مدرسه دشتکی را بر عهده داشتند.
- «مدرسه دوانی»

مؤسس این مدرسهٔ علمی و فلسفی در شیراز٬ «ملا جلال دوانی» (۹۰۸ - ۸۳۰)  اهلِ «دوان» از توابع «کازرون» بوده است.